# ショーン・ボビット
ショーン・フランシス・ボビット（Sean Frans Bobbitt, 1958年11月29日 - ）は、テキサス出身のイギリスの撮影監督。

## 来歴
1999年にマイケル・ウィンターボトム監督の『ひかりのまち』の撮影に参加。2008年のスティーヴ・マックイーン監督デビュー作『HUNGER/ハンガー』でカンヌ国際映画祭カメラ・ドールを受賞した。

## 主な作品
- ひかりのまち Wonderland (1999)
- HUNGER/ハンガー Hunger (2008)
- SHAME -シェイム- Shame (2011)
- ヒステリア Hysteria (2011)
- いとしきエブリデイ Everyday (2012)
- プレイス・ビヨンド・ザ・パインズ/宿命 The Place Beyond the Pines (2012)
- ビザンチウム Byzantium (2012)
- オールド・ボーイ Oldboy (2013)
- それでも夜は明ける 12 Years a Slave (2013)
- Kill the Messenger (2014)
- ロック・ザ・カスバ! Rock the Kasbah (2015)
- ボストン ストロング 〜ダメな僕だから英雄になれた〜 Stronger （2017）
- 追想 On Chesil Beach (2017)
- ロスト・マネー 偽りの報酬 Widows (2018)
- クーリエ:最高機密の運び屋 The Courier (2020)
- リズム・セクション The Rhythm Section (2020)
- ユダ&ブラック・メシア 裏切りの代償 Judas and the Black Messiah (2021)
- ザ・ハーダー・ゼイ・フォール: 報復の荒野 The Harder They Fall (2021)
- ザ・マーベルズ（原題） The Marvels (2022)